# Mythimna lutescens
Mythimna lutescens är en fjärilsart som beskrevs av Tutt 1891. Mythimna lutescens ingår i släktet Mythimna och familjen nattflyn. Inga underarter finns listade i Catalogue of Life.